# Gustavia excelsa
Gustavia excelsa är en tvåhjärtbladig växtart som beskrevs av Reinhard Gustav Paul Knuth. Gustavia excelsa ingår i släktet Gustavia och familjen Lecythidaceae. IUCN kategoriserar arten globalt som starkt hotad.
Artens utbredningsområde är Colombia. Inga underarter finns listade i Catalogue of Life.